# اچ‌ام‌اس بریلینت (اف۹۰)
اچ‌ام‌اس بریلینت (اف۹۰) (به انگلیسی: HMS Brilliant (F90)) یک کشتی بود که طول آن ۱۳۱٫۲ متر (۴۳۰ فوت) بود. این کشتی در سال ۱۹۷۸ ساخته شد.